# Tribunal supérieur de justice (Espagne)
Pour les articles homonymes, voir Tribunal supérieur de justice.

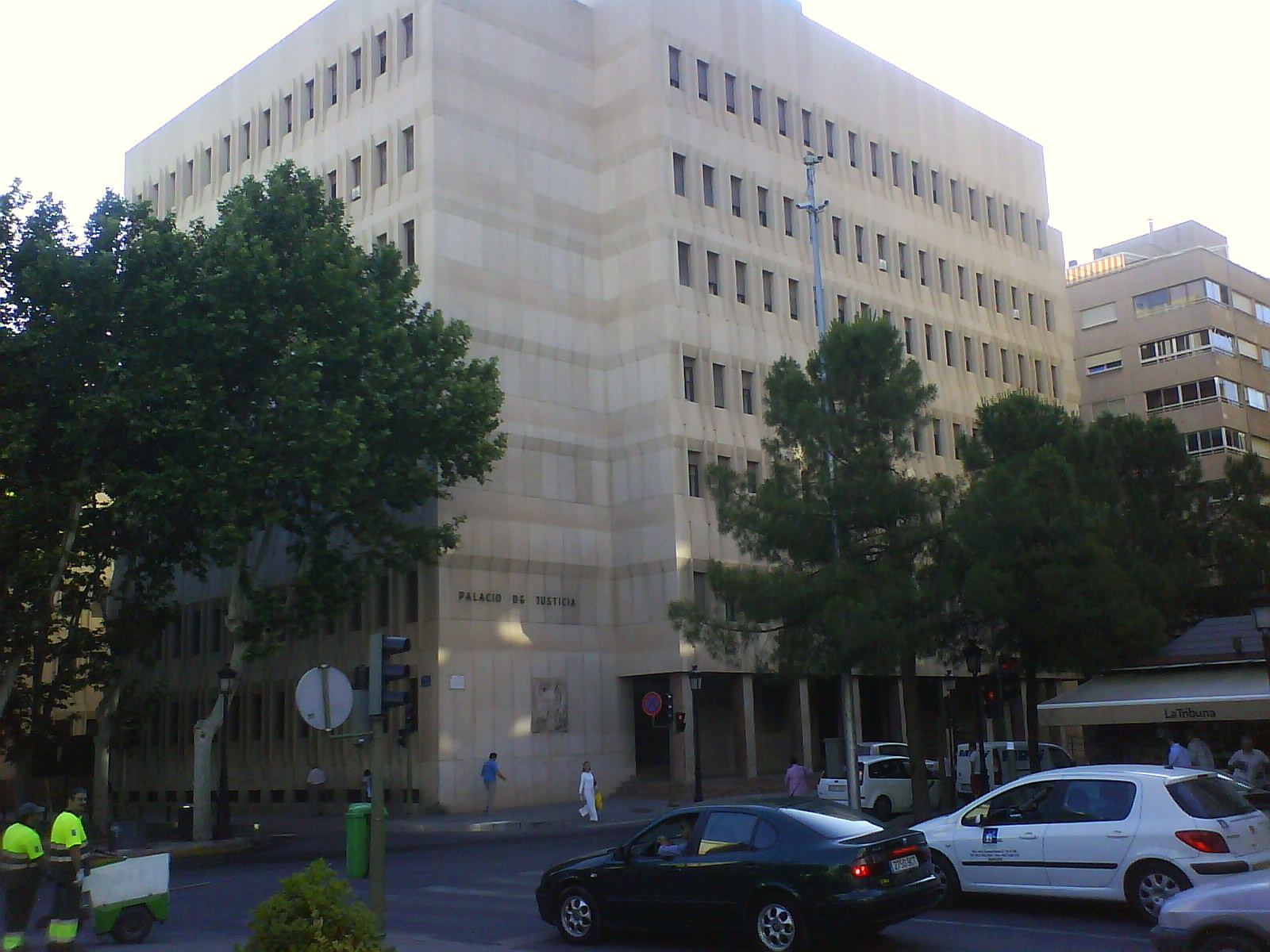
Tribunal supérieur de justice de Castille-La Manche à Albacete.

En Espagne, les tribunaux supérieurs de justice (Tribunales Superiores de Justicia) sont des organes juridictionnels, intégrés au pouvoir judiciaire (es), dont le ressort territorial se limite, pour chacun, à une communauté autonome, conformément à la loi organique du pouvoir judiciaire.
La Constitution espagnole de 1978 a modelé l'organisation territoriale de l'État espagnole en communes, provinces et communautés autonomes. L'organisation administrative actuelle, à la fois déconcentrée et décentralisée, porte le nom d'État des autonomies.

## Régime judiciaire régional
Les communautés autonomes, constituées en vertu de la Constitution, jouissent des pouvoirs exécutif et législatif, qui permettent l'usage des compétences attribuées par le statut d'autonomie ou transférées par l'État. Toutefois, la grande différence de l'État des autonomies avec un État fédéral réside dans le fait que les communautés autonomes ne disposent pas d'une organisation judiciaire propre, qui juge les affaires relevant de leurs législations, mais partagent pouvoir judiciaire unique de l'État espagnol.
Malgré cela, la législation nationale et régionale prévoit l'intervention des communautés dans la gestion des compétences administratives liées à la justice, comme le régime des fonctionnaires de justice, les moyens et ressources matériels et économiques. De plus, l'assemblée législative de chaque communauté intervient dans la nomination d'un tiers des membres de la chambre civile et pénale du tribunal, en présentant au conseil général du pouvoir judiciaire (CGPJ) une liste de candidats, parmi lesquels un titulaire est choisi.

## Composition
Les tribunaux supérieurs de justice sont divisés en trois chambres : civile et pénale, contentieux administratif, et social.
Il y a toujours un président du tribunal, un président pour chaque chambre, et éventuellement un président pour chaque section de chambre. On compte également un nombre de magistrats variable en fonction du volume de travail du tribunal.
Les postes sont pourvus par concours entre magistrats, en fonction de la place qui correspond à chacun dans les échelons judiciaires et sous réserve des places pour les candidats spécialisés dans un ordre judiciaire. De plus, un tiers des places de la chambre civile et pénale est réservé à des juristes reconnus, nommés par le CGPJ sur proposition de l'assemblée législative de la communauté autonome concernée.

## Compétences
| Chambre                                                                    | Chambre                                                                    | Compétences |
| -------------------------------------------------------------------------- | -------------------------------------------------------------------------- | --- |
| Chambre civile et pénale Sala de lo Civil y Penal                          | Formation civile Sala de lo Civil                                          | - recours en cassation et en révision des décisions des juridictions civiles dans le ressort de la communauté, fondé sur une infraction au droit civil, foral ou spécial propre à la communauté, et si le statut d'autonomie a prévu cette attribution ; - plaintes en responsabilité civile contre les membres de l'exécutif ou de l'assemblée législative de la communauté, pour des faits commis dans l'exercice de leurs fonctions et si le Tribunal suprême n'est pas compétent ; - plaintes en responsabilité civile contre la majorité ou la totalité des magistrats d'une cour provinciale, pour des faits commis dans l'exercice de leurs fonctions ; - questions de compétences entre juridictions civiles dans le ressort de la communauté, qui n'ont pas d'autre juridiction supérieure commune. |
| Chambre civile et pénale Sala de lo Civil y Penal                          | Formation pénale Sala de lo Penal                                          | - affaires pénales réservées au tribunal supérieur par le statut d'autonomie ; - instruction et décision procédurale sur les affaires pénales concernant les juges, les magistrats et les membres du ministère public (es), pour délit ou faute commis dans l'exercice de leurs fonctions, sur le territoire de la communauté, sauf compétence du Tribunal suprême ; - recours en appel contre les jugements de première instance rendus par les cours provinciales, et tous ceux prévus par la loi ; - questions de compétences entre juridictions pénales dans le ressort de la communauté, qui n'ont pas d'autre juridiction supérieure commune. |
| Chambre du contentieux administratif Sala de lo Contencioso-Administrativo | Chambre du contentieux administratif Sala de lo Contencioso-Administrativo | - recours liés aux actes des entités locales et administrations des communautés autonomes, tant qu'ils n'ont pas été attribués aux tribunaux du contentieux administratif ; - recours en appel contre les arrêts et décisions annexes des tribunaux du contentieux administratif, et les recours procéduraux correspondants ; - recours en révision contre les décisions fermes des tribunaux du contentieux administratif ; - questions de compétences entre les tribunaux du contentieux administratifs dans le ressort de la communauté ; - recours en cassation pour l'unification de la doctrine ou dans l'intérêt de la loi, selon les cas prévus par la loi relative aux juridictions administratives.                                                                                                |
| Chambre sociale Sala de lo Social                                          | Chambre sociale Sala de lo Social                                          | - procédures établies par la loi sur les litiges affectant les intérêts des travailleurs et entrepreneurs, dans un cadre supérieur à un tribunal social, et inférieur à celui de la communauté ; - recours contre les décisions des tribunaux sociaux dans le ressort de la communauté ; - recours contre les décisions des tribunaux commerciaux dans le ressort de la communauté et le domaine du travail ; - recours contre les décisions résolvant les incidents survenus lors des concours dans le domaine du travail ; - questions de compétences entre les tribunaux sociaux dans le ressort de la communauté. |